# Mihăileni (Harghita)

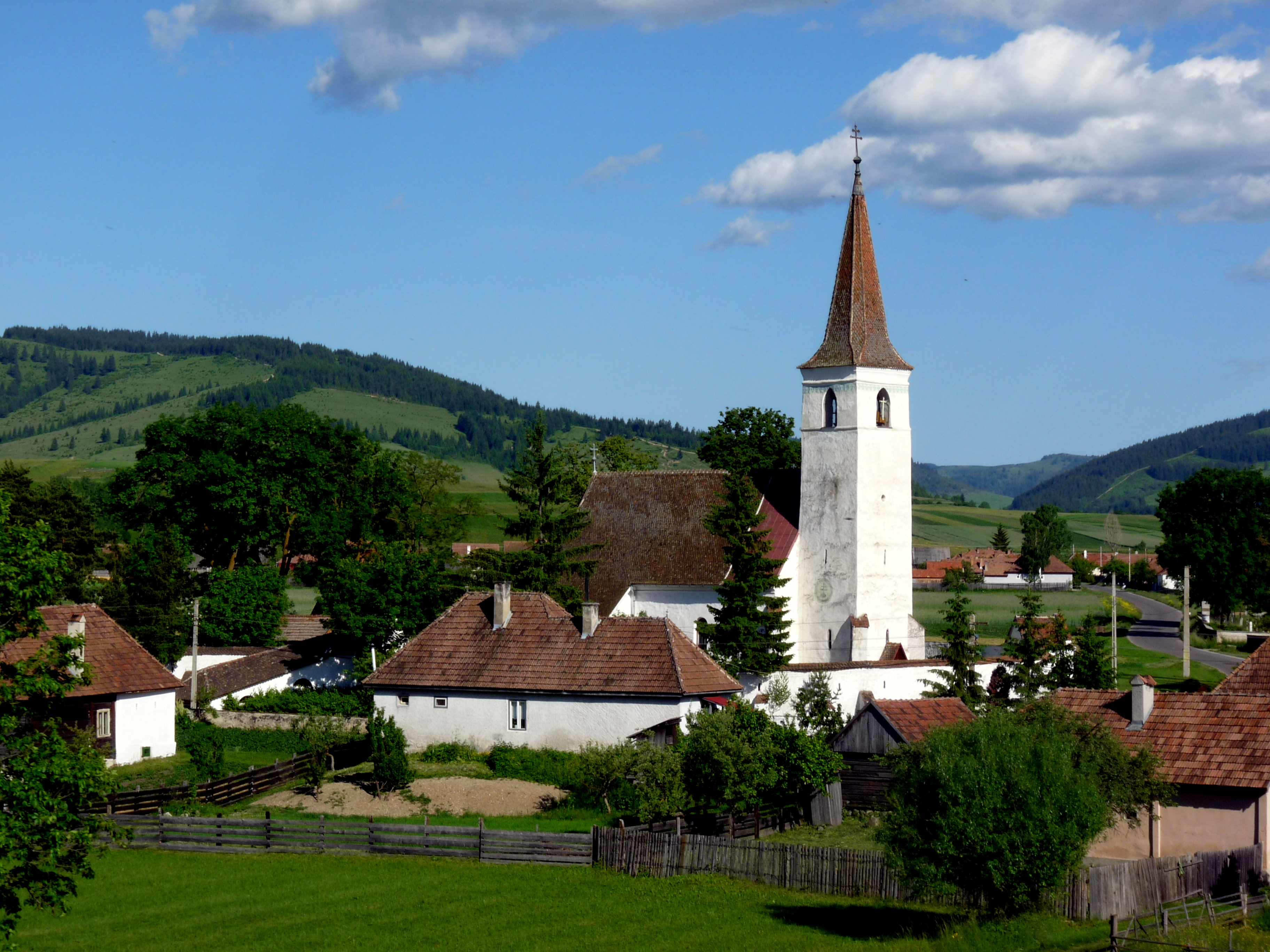
Chiesa fortificata di Mihăileni / Csíkszentmihály

Mihăileni (in ungherese Csíkszentmihály) è un comune della Romania di 2 655 abitanti, ubicato nel distretto di Harghita, nella regione storica della Transilvania.
Il comune è formato dall'unione di 4 villaggi: Livezi, Mihăileni, Nădejdea, Văcărești.
La maggioranza della popolazione (quasi l'80%) è di etnia Székely.